# Atenizus capixaba
Atenizus capixaba là một loài bọ cánh cứng trong họ Cerambycidae.